# 普舍尼奇內 (夏斯季耶區)
48°42′3″N 39°29′52″E / 48.70083°N 39.49778°E
普舍尼奇内（烏克蘭語：Пшеничне）是位於烏克蘭東部的村莊，由盧甘斯克州夏斯季耶区的斯塔尼察-盧漢斯卡市鎮負責管轄。該村始建於1953年，面積0.95平方公里，海拔高度87米，2001年人口209，人口密度每平方公里220人。